# Інкіно (Бурятія)
Інкіно (рос. Инкино) — село Кабанського району, Бурятії Росії. Входить до складу Сільського поселення Оймурське.
Населення — 93 особи (2015 рік).